# Daniel J. King
Daniel John King (Londres, Anglaterra, 28 d'agost de 1963), és un jugador, escriptor, entrenador, i periodista d'escacs anglès, que va obtenir el títol de Mestre Internacional el 1982, i té el títol de Gran Mestre des de 1989.
Tot i que roman inactiu des de juliol de 2010, la llista d'Elo de la FIDE del juliol de 2015, hi tenia un Elo de 2466 punts, cosa que en feia el jugador número 28 d'Anglaterra. El seu màxim Elo va ser de 2560 punts, a la llista de juliol de 1990 (posició 68 al rànquing mundial).

## Resultats destacats en competició
En King va començar guanyant torneigs menors al voltant del món, i obtenint alguns resultats prometedors en alguns de més prestigiosos, com ara el 4t a Berna 1987, 4t al Campionat britànic 1987, 1r (empatat amb Borís Guélfand) al Sydney Open 1988, 5è a Londres 1988, 2n a Dortmund 1988 (rere Sembat Lputian) i 2n (rere Bent Larsen) a Londres 1989. Al Geneva Young Masters de 1990, hi empatà al primer lloc amb l'australià Ian Rogers. A partir de llavors, va seguir una carrera paral·lela als mitjans de comunicació, cobrint les facetes de presentador, comentarista, reporter, i analista, quelcom que va afectar la seva carrera com a jugador, limitant el seu temps per estudiar escacs. Malgrat tot, com a jugador professional durant més de 20 anys, ha continat jugant a alt nivell, participant en la lliga principal de la Bundesliga i la 4NCL. El 1996, guanyà el Bunratty Masters, un torneig a Irlanda amb una impressionant llista prèvia de guanyadors, que inclouen John Nunn, Serguei Tiviàkov i Piotr Svídler.
En King ha representat Anglaterra al Campionat d'Europa per equips (Haifa 1989) i al Reykjavik VISA Chess Summit de 1990, aquest darrer un esdeveniment en què els anglesos plantaren cara al totpoderós equip soviètic, i obtingueren una medalla d'argent per equips.
En King, conegut com a 'Dan' o 'Danny', és un molt respectat entrenador a la Gran Bretanya. Ha escrit més de quinze llibres d'escacs, des del preparatori Winning with the Najdorf fins als llibres d'entrenament personal How Good is your Chess i Test Your Chess. El 2000, va escriure Kasparov Against the World: The Story of the Greatest Online Challenge conjuntament amb Garri Kaspàrov. El llibre, de 202 pàgines, analitza la partida Kaspàrov contra el Món de 1999, i té el rècord de l'anàlisi més llarga dedicada a una sola partida d'escacs.

## Participació en mitjans de comunicació
En King va esdevenir molt conegut a nivell nacional al seu país per la seva cobertura del Campionat del món clàssic de 1993, en viu per televisió des del Savoy de Londres, a Channel 4. El programa, presentat per Carol Vorderman, incloïa comentaris i anàlisis d'experts, a càrrec de King, Ray Keene, Jon Speelman i Fritz, l'ordinador d'escacs. Contra tot pronòstic, l'espectacle va agradar a l'opinió pública britànica i en King va demostrar ser simpàtic i tenir una amigable personalitat als mitjans de comunicació.
Posteriorment, va contribuir també en les emissions per televisió de tres futurs campionats del món d'escacs, emesos per la BBC, ESPN, Eurosport, STAR TV (Asia) i d'altres. Va cobrir també el controvertit matx Deep Blue contra Garri Kaspàrov de 1997 i durant quatre mesos el 1999, va fer comentaris diaris per MSN sobre la partida Kaspàrov contra el Món. L'octubre de 2002, fou un membre clau de l'equip d'analistes d'elit que varen participar en el destacat concurs Brains in Bahrain.
La seva creixent afinitat amb la televisió li ha donat també d'altres oportunitats; ha estat consultor de jocs per al xou Moment of Truth de Cilla Black (ITV). Ha escrit i presentat dos documentals d'escacs de mitja hora a la ràdio i, al llarg de molts anys, ha produït vídeos d'entrenament d'escacs i DVDs per GM Video i ChessBase, entre d'altres. A mitjans dels noranta va aparèixer a la campanya de publicitat del Regne Unit pels cotxes Audi/Volkswagen.
En el camp del periodisme, en King escriu regularment columnes a CHESS magazine (How Good Is Your Chess?) i a Schach 64, les revistes líders de la Gran Bretanya i Alemanya. Des de 2006, ha mantingut, conjuntament amb Ronan Bennett, una columna d'escacs dominical a The Guardian, que cerca ser instructiva, més que tòpica: a través de posicions d'anàlisi extretes de partides actuals, els seus consells sobre continuacions possibles són discutits i comparats. Se suposa que la columna de Nigel Short va ser eliminada per fer lloc a la de King, i la justificació d'aquest canvi ha estat objecte de debat en els cercles d'escacs.

## Obres selectes
- King, Daniel. Kasparov v. Deeper Blue: The Ultimate Man v. Machine Challenge.  Batsford, 1997. ISBN 0-7134-8322-9.
- Kasparov, Garry; King, Daniel. Kasparov Against the World: The Story of the Greatest Online Challenge.  KasparovChess Online, 2000. ISBN 0970481306.
- King, Daniel. Winning With the Najdorf.  Sterling Pub Co Inc, 2002. ISBN 0713470372.
- King, Daniel. How Good Is Your Chess?.  Dover, 2003. ISBN 048644676X.
- King, Daniel. How To Play Chess.  Kingfisher, 2009. ISBN 0753419181.